# 小林富雄
小林 富雄（こばやし とみお、1973年5月30日 - ）は、日本の経営学者。日本女子大学家政学部家政経済学科教授。専門はフードシステム論、環境経営学、マーケティング論、ソーシャルマーケティング論。食品ロス問題、フードビジネスに詳しい。父は元富山県立大学教授の小林哲郎、叔父は甲南大学元学長で経済学部名誉教授の森恒夫、祖父は第19代九州帝国大学法文学部長（九州大学初代経済学部長）の森耕二郎。

## 経歴
富山県出身。2003年名古屋大学大学院生命農学研究科博士後期課程修了（博士（農学））。生鮮食品商社、民間シンクタンク、短大勤務、2015年名古屋市立大学大学院経済学研究科博士後期課程（短期履修コース）修了（博士（経済学））、愛知工業大学経営学部准教授、2017年同教授、2022年より現職。2010年から特定非営利活動法人ドギーバッグ普及委員会顧問、2015年より理事長。この間、内閣府食品ロス削減推進会議委員、消費者庁食品ロス削減のための戦略企画会議委員、環境省中央環境審議会食品リサイクル専門委員会委員、名古屋市環境審議会委員、愛知県食の安全・安心推進協議会副会長などを務める。現在、日本流通学会理事（兼中部部会長、企画委員）。

## 著書

### 単著
- 小林富雄（2023）『食品ロスの経済学 第4版』農林統計出版
- 小林富雄（2022）『食品ロスはなぜ減らないの？』岩波書店
- 小林富雄（2020）『増補改訂新版 食品ロスの経済学』農林統計出版
- Kobayashi, Tomio (2020) Economics of Food Loss and Waste, Agriculture and Forestry Statistics Publishing Inc.
- 小林富雄（2018）『改訂新版 食品ロスの経済学』農林統計出版
- 小林富雄（2015）『食品ロスの経済学』農林統計出版
- 小林富雄（2012）『飢餓と飽食のマーケティング』ブイツーソリューション

### 共著
- 佐藤順子編著（2018）『フードバンク－世界と日本の困窮者支援と食品ロス対策－』明石書店, 「第1章 世界の食品ロス対策とフードバンクの多様性」
- 小林哲郎編著（2003）『新訂　食料経済』中央法規、「第8章 食品廃棄物と資源循環型社会」

### 共編著
- 小林富雄・野見山敏雄編著（2019）『フードバンクの多様性とサプライチェーンの進化−食品寄付の海外動向と日本における課題−』筑波書房

### 監修
- 小林富雄監修（2020）『知ろう！減らそう！食品ロス』全3巻（①食品ロスってなんだろう?②食品ロスを減らすには③食べ物をすてない工夫 ）小峰書店

## 出演

### テレビ
- 2023年1月12日：NHK総合『ニュースウオッチ9』「物価高騰に対抗する秘策？無料で食品が手に入る“公共冷蔵庫”」
- 2022年12月16日：テレビ東京『ガイアの夜明け』常識を破る！異色のスーパー ～「食品ロス削減」に挑む～
- 2022年11月16日：テレビ東京『60秒で学べるNews』「食品業界の悪しき慣習「３分の１ルール」
- 2020年11月27日：NHK総合『ニュースウオッチ９』「生産者・飲食店 食品廃棄 どう減らす？」
- 2020年11月23日：TBS『Nスタ』『JNNニュース』「SDGsプロジェクト ”年間612万トン” 知恵で食品ロスを減らせ」
- 2020年5月18日：NHK総合「ニュースこまち（秋田県内）、5月21日：「おはよう東北（東北６県）」【苦境に立つ給食食材納入業者】
- 2019年6月9日：テレビ朝日「スーパーJチャンネル」今国会で新法も成立、「もったいない」をなくせ
- 2019年2月24日：読売テレビ そこまで言って委員会NP「フールジャパン！日本は本当にcoolなのか？ 食べ物を粗末にするJAPAN」
- 2019年2月16日：NHK総合 おはよう日本「なぜ減らない？食品ロス」
- 2019年2月2日：読売テレビ ウェークアップ！ぷらす「恵方巻きを機に考える食品ロス問題」
- 2018年10月16日：日テレBS『深層NEWS』「“廃棄”食品を生かせ　まだ食べられるのに…　お得な新サービス続々」
- 2015年10月25日：NHK総合 サキどり「やればできる！"食品ロス"削減大作戦」
- 2013年11月25日：NHK総合 クローズアップ現代「このままでは“もったいない” ～動き出した食品ロス対策～」

### ラジオ
- 2020年1月30日：ＮＨＫラジオ第一「三宅民夫のマイあさ！「三宅民夫の真剣勝負！」」
- 2018年2月7日：TBSラジオ『荻上チキ・Session-22』「恵方巻きの大量廃棄問題。「食品ロス」を減らすには？」

### 雑誌
- 2023年1月18日：週刊FRIDAY「深刻なフードロス事情の救世主になるか 廃棄食品の山が飼料に再生されるまで」
- 2021年8月：FRaU8月号【SDGs特集】ニッポンの宿題「いま考えたい、フードロスのこと」
- 2021年2月14日：週刊SPA!「コロナでラーメン店の倒産は過去最多。飲食店主たちの悲鳴」
- 2020年11月23日号：日経ビジネス「食糧危機という勝機　ニッポンが救う人口100億人時代」
- 2020年6月4日：日経スタイル「頑張らないで食品ロスを減らす　ドギーバッグも有効」
- 2019年11月29日：プレジデント PRESIDENT「食品ロスを減らすには｢量｣を売ってはいけない "消費者は神様"のままではダメだ」
- 2016年5月：柴田書店『専門料理』2016年5月号「突撃インタビュー やまけんが聞く」

### ウェブサイト
- 2022年12月9日：Business Journal 「「SDGs謳い規格外品の野菜を流通→逆に農家を苦しめる」は本当？食品ロス問題考察」
- 2022年8月31日：貝印「野菜切りかた辞典」【監修】
- 2021年4月23日：＠Living「「食品ロス」を削減するために私たちができることとは？」
- 2021年1月6日：Like U「最近よく聞くフードロスとはどんな問題？支援する方法やフードロス商品の通販など徹底解説」
- 2019年12月16日：『EMIRA』「特集：食品ロスからの脱出」
- 2018年10月16日：『GEMBA』「食品ロスを解決に導く、サプライチェーンの｢コミュニケーション｣とは」
- 2019年6月：『弁護士ドットコム』「食品ロス削減の「憲法」成立、消費者の意識は変われるか　小林富雄教授に聞く」
- 2017年11月：『弁護士ドットコム』「賞味期限、メーカーの逆襲か…食品ロスめぐり「年月日」から「年月」に変更、小売との暗闘」